# Chuanqilong
Chuanqilong (лат.) — род растительноядных птицетазовых динозавров из инфраотряда анкилозавров. Ископаемые остатки животного были найдены на территории современного Китая в геологических слоях, датируемые аптским ярусом нижнемеловой системы (около 125 млн лет). Представлен единственным видом — Chuanqilong chaoyangensis. В настоящее время экземпляр является частью коллекции Палеонтологического музея Chaoyang Jizantang.

## История находки
В начале XXI века, фермерами из китайской провинции Ляонин, недалеко от деревни Baishizui, был найден скелет динозавра. В результате более детального изучения было сделано заключение, что остатки принадлежат представителю инфраотряда анкилозавров.
В 2014 году типовой род и вид Chuanqilong chaoyangensis назвали и описали: Хань Фэнлу (Han Fenglu), Чжэн Вэньцзе (Zheng Wenjie), Ху Дунъюй (Hu Dongyu), Сюй Син (Xu Xing) и Пол Барретт (Paul Barrett). Название рода имеет китайское происхождение — слово chuanqi означает «легендарный» (отсылка к западному региону провинции Ляонин, предоставившему впечатляющее собрание мезозойских наземных ископаемых), а слово lóng означает «дракон». Слово «long» используется в китайском языке как эквивалент динозавра, также, как латинское -saur(us) используется в западноевропейских языках. Видовой название относится к географическому региону Чаоян (Chaoyang).

## Описание и изучение
Голотип (образец CJPM V001) был найден в геологических слоях формации Цзюфотан (англ. Jiufotang Formation), относящейся к нижнему мелу (аптский ярус; около 125 миллионов лет). Он состоит из почти полного скелета, в котором отсутствует только кончик хвоста. Полнота достигается за счет нахождения скелета в едином каменном блоке. Недостатком этого является то, что кости обнажаются лишь частично.
Материал включает в себя череп и сочленённый посткраниальный скелет, относящийся к одной особи. Череп и нижняя челюсть почти целы, но сильно сдавлены вертикально. Позвоночный столб включает шейные, спинные, крестцовые и большинство хвостовых отделов, но большинство из них разобщены. Обе передние и задние конечности хорошо сохранились и сочленены. Костный панцирь сохранился по всему телу, но виден только в брюшной части.
Скелет анкилозавра обнажен преимущественно его брюшной частью, в результате чего не видны многочисленные анатомические детали. Кроме того, открытые для изучения элементы скелета скрывают большую часть других костей, лежащих под ними, что ограничивает объем доступной информации.

### Размер
Найденный экземпляр представляет собой крупное животное (общая длина тела оценивается в 4,5 метра). Авторы описания относят его к молодой особи по нескольким признакам: тела позвонков не сливаются с их невральными дугами на всех доступных для изучения позвонках, включая шейные, спинные и хвостовые. Крестцовые рёбра не срастаются с телами крестцовыми позвонков. На основании этого исследователи пришли к выводу, что взрослый особь, вероятно, достигала более 4,5 метров в длину — среднего размера по сравнению с другими известными анкилозаврами, однако он всё же крупнее взрослых юрских анкилозавров, включая Mymoorapelta и Gargoyleosaurus. Анкилозавры юрского периода были в основном относительно небольшие по размеру, длина их тела не превышала 4 метров. Например рода Mymoorapelta и Gargoyleosaurus имели длину около 3 метров каждый. Большинство анкилозавров мелового периода имеют длину тела более 5 метров. В описательной статье авторы приходят к выводу, что молодые особи Chuanqilong chaoyangensis похожи по размеру на большинство меловых анкилозавров, включая взрослых Hungarosaurus и Europelta, но меньше, чем Cedarpelta (7,5–8,5 метров) и Polacanthus (5–7 метров). Исходя из вышеупомянутых особенностей, палеонтологи выдвигают мнение, что взрослые особи этого таксона могли быть одними из самых крупных анкилозавров. Это, в свою очередь, предполагает, что анкилозавры уже приобрели большие размеры к концу раннего мелового периода.

### Отличительные особенности
Chuanqilong chaoyangensis отличается от других представителей анкилозавров двумя аутапоморфиями — уникальными особенностями, по которым диагностируется вид:
- Суставная ямка квадратной кости черепа находится на том же уровне, что и зубной ряд;
- Сужающаяся по направлению вверх седалищная кость с зауженной серединой диафиза.

Chuanqilong chaoyangensis также отличается от всех других анкилозавров наличием следующих дополнительных отличительных черт: имеет длинный ретроартикулярный отросток (отличается от всех других анкилозавров, кроме Gargoyleosaurus); наличие тонкой клиновидной слёзной кости (отличается от всех других известных анкилозавров, кроме Minmi); отношение длины плечевой кости к длине бедра 0,88 (заметно выше, чем у большинства известных анкилозавров, за исключением Hungarosaurus и Liaoningosaurus); ширина проксимального конца плечевой кости составляет половину длины диафиза плечевой кости (существенно отличается от таковой у Liaoningosaurus, у которого это соотношение составляет 0,38); треугольные очертания когтей (отсутствует у всех других анкилозавров, кроме Liaoningosaurus и Dyoplosaurus).

## Систематика
Филогенетический анализ, проведённый авторами описания, помещает Chuanqilong chaoyangensis в качестве сестринского таксона по отношению к роду Liaoningosaurus в семействе анкилозаврид. Эти два таксона различаются по многим признакам, таким как морфология зубов, форма седалищной кости и ряду других признаков.
Chuanqilong chaoyangensis обладает многими особенностями анкилозаврид, в том числе щёчными зубами с сильно вздутой коронкой зуба и слабо выраженным цингулумом (cingulum), длинным дельтопекторальным гребнем (deltopectoral crest), который простирается более чем на половину длины плечевой кости, прямым боковым краем преацетабулярной части подвздошной кости, очень коротким постацетабулярным отростком, который короче вертлужной впадины, тонкой седалищной костью, слегка изогнутой вентрально, и дистально расположенный четвёртый вертел. Помимо этого, у вида не хватает некоторых черт, присущих производным анкилозавридам, таких как наличие хвостовой «булавы». Эта комбинация черт предполагает, что Chuanqilong chaoyangensis представляет собой базального анкилозаврида.
На момент описания Chuanqilong chaoyangensis представлял собой четвёртый вид анкилозаврид, обнаруженный в меловых отложениях провинции Ляонин, что по мнению исследователей свидетельствует об относительно высоком разнообразии анкилозавров на территории современной провинции Ляонин во времена мелового периода.